# Jordskælvet i Anchorage 2018
Jordskælvet i Anchorage 2018 indtraf om morgenen den 30. november 2018, da et jordskælv med en størrelse på 7,0 ramte Anchorage i Alaska, klokken 8:29:28 AKST (17:29:28 UTC). Jordskælvet epicenter var nær Joint Base Elmendorf-Richardson, omkring 16 km nord for byen. Det blev fulgt seks minutter senere af en yderligere rystelse med en størrelse på 5,7 med epicenter 4,0 km nordvest for byen. Jordskælvet kunne mærkes så langt som til Fairbanks.
Der er rapporteret alvorlig skade på flere bygninger og en motorvej over Ted Stevens International Airport. Der er ikke rapporteret om dødsfald.
Det nationale tsunami-advarselscenter, der ligger 42 km nord for Anchorage i Palmer, udstedte Alaska-tsunami-advarsler til nærliggende kystområder, herunder Cook Inlet og Kenai-halvøen, men de blev ophævet kort efter.

## Tektoniske forudsætninger
Det sydlige Alaska ligger i den østlige ende af Aleutergraven, hvor Stillehavspladen går ned under den Nordamerikanske plade. I nærheden af Anchorage konvergerer pladerne med en hastighed på 57 mm om året. Regionen har tidligere oplevet alvorlige jordskælv, herunder flere mega-thrust-jordskælv (særligt alvorlige jordskælv). Jordskælvet i 1964, med en størrelse på 9,2, var det største jordskælv i amerikansk historie og den næststørste, der nogensinde blev registreret i verden. Selvom jordskælv er almindelige i Alaska, forekommer de ofte ude på havet.

## Jordskælvet
Jordskælvet havde en størrelse på 7,0 på Momentmagnitude-skalaen ved hjælp af en centroid moment tensor inversion af W-fasen. [1] Deformationen af området viser, at jordskælvet var et resultat af normalforkastning. En forkastningshældning på 29° mod øst giver den bedste overensstemmelse med de observerede seismiske bølgeformer. Dybden og mekanismen er i overensstemmelse med forkastbning i den nedadgående Stillehavsplade. Dette skyldes, at jordskælvet var et jordskælv inden for pladen i stedet for på pladegrænsen mellem Stillehavet og den Nordamerikanske plade under Forankringsområdet. Dette er en anden mekanisme end mega-thrust-jordskælv i regionen, som forekommer på selve pladedrænsen. Denne forkastning i Stillehavspladen skyldes nedadgående bøjning, mens pladen bliver tvunget under Alaska.

## Efterskælv
Over 80 efterskælv af forskellige størrelser blev registreret i løbet af dagen med mindst tre større end 5,0.

## Skader
Der blev rapporteret alvorlig skade på flere bygninger og en motorvejsbro ved Ted Stevens Anchorage International Airport. Der blev ikke rapporteret om dødsfald. [9] Kenai Peninsula Borough School District rapporterede, at alle studerende var sikre.
Landinger på fire lufthavne blev midlertidigt ramt af jordskælvet: Ted Stevens International Airport, Adak Airport, Merrill Field Airport og Joint Base Elmendorf-Richardson. Anchorage Police Department rapporterede store infrastrukturskader over hele byen. En politistations tag faldt sammen. Likvefaktion blev rapporteret. Flere trafiklys blev ramt, hvilket bringer trafikken til ophør. Mange veje blev også beskadiget. Glenn Highway blev beskadiget så meget, at embedsmænd sagde, at det ville sandsynligvis tage lang tid at reparere. En rampe, der forbinder Minnesota Drive til gader i området, kollapsede, såvel som den omkringliggende bjergskråning. En chauffør i en SUV, der var på en strækning af ødelagt motorvej, var strandet, men ubeskadiget. Alaska Railroad måtte suspendere alle operationer på grund af alvorlig skade på deres operationscenter og ukendte sporforhold. Operatørerne af Trans-Alaska-rørledningen lukkede systemet ned som en sikkerhedsforanstaltning; de rapporterede dog, at der ikke er nogen kendt skade på rørledningen, og den genoptog senere sin virksomhed igen.
Nyhedsstudiet for det CBS-tilknyttede KTVA i Anchorage var stærkt beskadiget, men kanalen forblev i luften. Alaska Airlines Center, et stort sportscenter på campus ved University of Alaska Anchorage blev oversvømmet på grund af brudte sprinklerrør. Flere montrer blev også beskadigede. Den nærliggende Wells Fargo Sports Complex led lignende skade. I Anchorage Syd havde Dimond High School loftplader og andet, der var fladet ned og lå spredt over gulvet i hele campus. Alle skoler i Anchorage Skoledistrikt led skade. Sammen med Dimond High var Bartlett High School stærkt beskadiget. Under jordskælvet fik en studerende et brudt håndled, og en rengøringsansat blev såret af knust glas på skoleområdet.
I Wasilla var familiens hjemsted for den tidligere Alaska-guvernør Sarah Palin, såvel som hendes forældres hjem, begge stærkt beskadigede. Ingen medlemmer af familien Palin blev såret.

## Reaktioner
Præsident Donald Trump udtalte på Twitter, "Til de storslående folk i Alaska. I er blevet hårdt ramt af et 'stort' [jordskælv]. Følg anvisningerne fra de veluddannede fagfolk, der er der for at hjælpe jer. Jeres forbundsregering sparer ingen udgifter. Gud velsigne jer ALLE!" En føderal katastrofetilstand blev erklæret kort efter jordskælvet og Federal Emergency Management Agency indsatte personale fra det statslige nødoperationscenter ved Joint Base Elmendorf-Richardson til at organisere nødhjælpsoperationer.
Alaskas guvernør Bill Walker udtalte "Det har været et jordskælv på 7,2, men vores svar var til 10."
Anchorage borgmester Ethan Berkowitz erklærede ligeledes en nødstilstand for sin by og anmodede om både statslig og føderal bistand. Det lokale offentlige bussystem, People Mover, indstillede service for dagen efter jordskælvet. Byen meddelte, at regelmæssig busforbindelse ville blive genoptaget den følgende dag og ville være gratis i de to dage efter jordskælvet for at hjælpe byens beboere at komme omkring på de skadede veje.